# Francisco Cáffaro
Francisco Cáffaro (Piamonte, Santa Fe, 19 de mayo de 2000) es un baloncestista argentino que forma parte de la plantilla del Boca Juniors de la Liga Nacional de Básquet de Argentina. Con 2,16 metros de altura, juega en la posición de pívot. Es internacional con la selección de Argentina.

## Trayectoria

### Inicios
Formado en el Club Atlético Trebolense, entre 2016 y 2018 asistió a la NBA Global Academy, con sede en Canberra, Australia. Calificado como un recluta de cuatro estrellas, fue becado por la Universidad de Virginia para jugar baloncesto con los Cavaliers en la Atlantic Coast Conference de la División I de la NCAA.

### Carrera universitaria
Cáffaro fue designado redshirt cuando llegó a los EE. UU., por lo que estuvo un año sin actividad. En su temporada como freshman vio acción en 20 encuentros, promediando 1.4 puntos y 1.2 rebotes en 7.5 minutos de juego por partido. Su mejor marca fue contra North Carolina Tar Heels, anotando un total de 10 puntos. En su temporada como sophomore, en cambio, sólo disputó 17 partidos, bajando su promedio de juego a 6.9 minutos por partido.
Durante su temporada como júnior, Cáffaro demostró un crecimiento importante en su nivel de juego. En total disputó 35 encuentros, registrando marcas de 4,3 puntos, 4,6 rebotes y 0,3 bloqueos en 17,7 minutos por partido. Sin embargo en su temporada como sénior jugó mucho menos por decisión del entrenador, por lo que terminó retrocediendo en las estadísticas. 
Haciendo uso de la opción que habilitó la NCAA para todos aquellos atletas que hubiesen padecido la suspensión de su campeonato en 2020, Cáffaro se transfirió a la Universidad de Santa Clara en abril de 2023 con el objetivo de jugar su quinta y última temporada en el baloncesto universitario estadounidense con los Broncos en la West Coast Conference.

### Profesionalismo
El 28 de marzo de 2024, firma por el CB Estudiantes de la Liga LEB Oro.
El 9 de agosto de 2024 fue contratado por el Bàsquet Girona, un equipo de la Liga ACB de España.
El 8 de agosto de 2025 se anunció su incorporación a Boca Juniors de la Liga Nacional de Básquet de Argentina.

## Selección nacional
Cáffaro, entre otros torneos, jugó en el Campeonato Mundial de Baloncesto Sub-17 de 2016 y en el Campeonato Mundial de Baloncesto Sub-19 de 2017 y 2019, además de actuar en el Campeonato FIBA Américas Sub-16 y el Campeonato Sudamericano de Baloncesto Sub-17 en 2015, en el Torneo Albert Schweitzer en 2016, y en el Campeonato FIBA Américas Sub-18 y los Juegos Suramericanos en 2018.
En el verano de 2021 fue parte de la selección absoluta de Argentina que participó en los Juegos Olímpicos de Tokio 2020.

## Vida privada
Es hermano de Agustín Cáffaro y Esteban Cáffaro, ambos jugadores profesionales de baloncesto.